# 格雷律师学院路

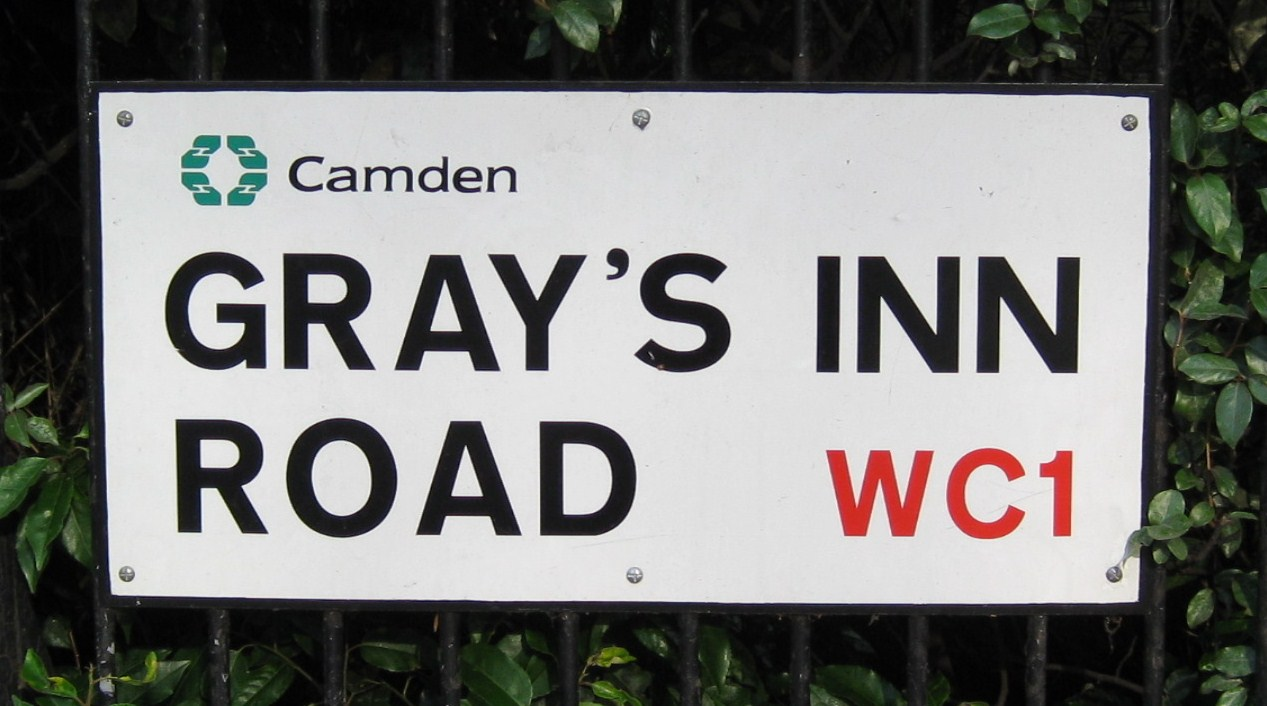

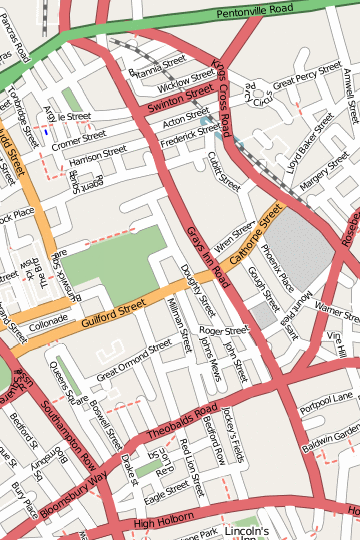
格雷律师学院路地图

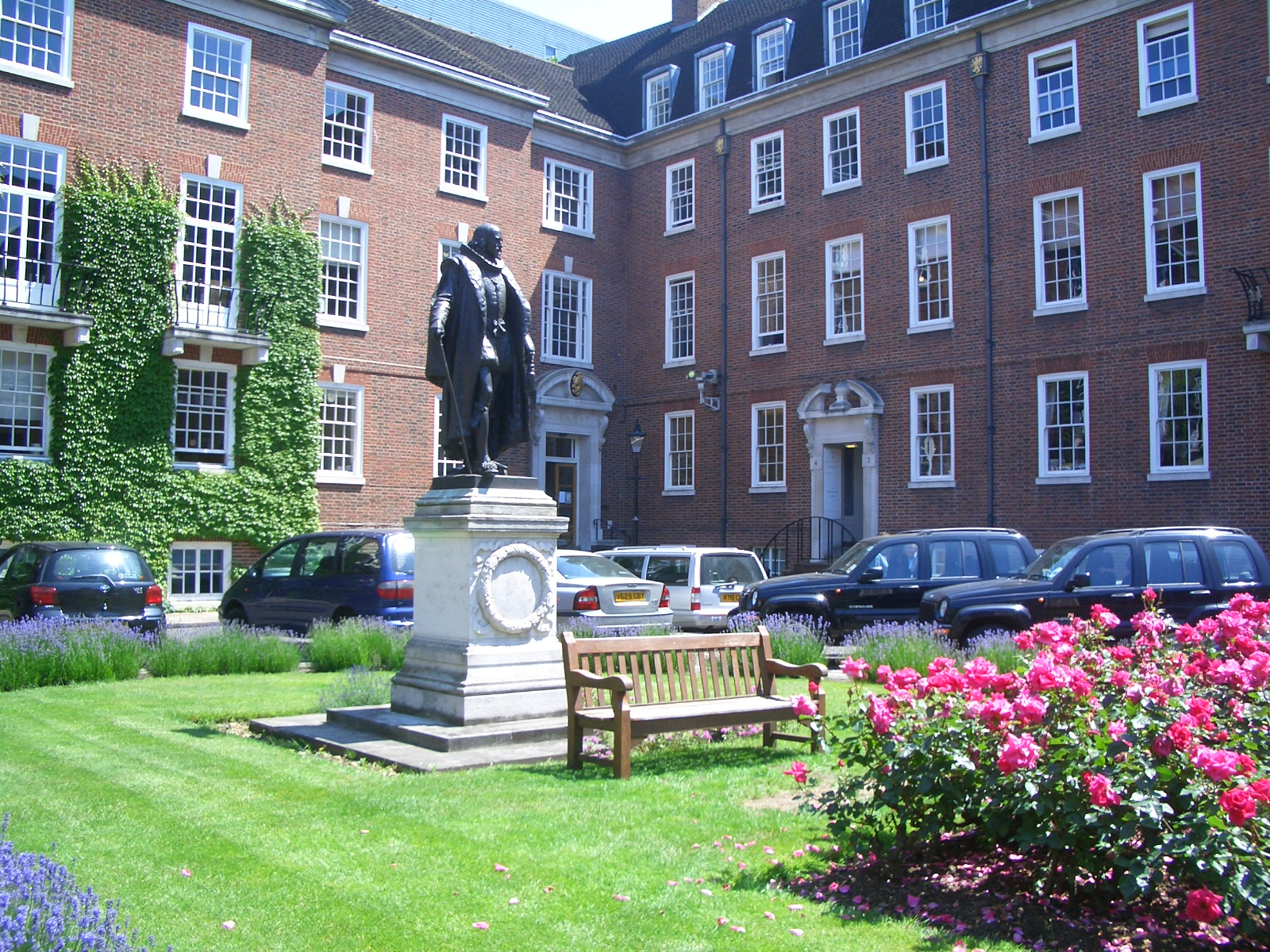

格雷律师学院路（英語：Gray's Inn Road），旧名格雷律师学院径（Gray's Inn Lane），是伦敦卡姆登区的一条主要道路。该路得名于格雷律师学院（Gray's Inn），伦敦4所主要律师学院之一。该路始于霍本，靠近大法院巷地铁站以及伦敦市和伊斯灵顿区的边界。从这里向北略偏西，形成东面的克拉肯韦尔以及西面的霍本、布卢姆茨伯里与圣潘克拉斯之间的边界。
沿路经过伊士曼牙科医院和伊士曼牙科研究所、格雷律师学院、独立电视新闻、独立电视台和伦敦威尔士中心。临近该路的北端，与克罗默街（Cromer Street）与阿克顿街（Acton Street）交汇，变成朝向国王十字火车站的单向系统。
整条马路地势较高，高过东侧的舰队河河谷。在早期这是从伦敦到汉普斯特得的主要道路。